# 9250 Chamberlin
A 9250 Chamberlin (ideiglenes jelöléssel 4643 P-L) a Naprendszer kisbolygóövében található aszteroida. Cornelis Johannes van Houten, Ingrid van Houten-Groeneveld és Tom Gehrels fedezte fel 1960. szeptember 24-én.